# Bacanius andrei
Bacanius andrei är en skalbaggsart som beskrevs av Yves Gomy 2001. Bacanius andrei ingår i släktet Bacanius och familjen stumpbaggar. Inga underarter finns listade i Catalogue of Life.